# Гура Катерина Михайлівна
Катерина Михайлівна Гура (нар. 8 листопада 1929, тепер Харківська область — ?) — українська радянська діячка, новатор сільськогосподарського виробництва, ланкова радгоспу «Пісочинський» Харківського району Харківської області. Депутат Верховної Ради УРСР 7—8-го скликань.

## Біографія
Народилася у селянській родині.
З 1950-х років — ланкова овочівницької бригади радгоспу «Пісочинський» смт Пісочин Харківського району Харківської області. Вирощувала високі врожаї огірків, помідорів та перцю на богарних землях.
Потім — на пенсії у смт Пісочин Харківського району Харківської області.

## Нагороди
- ордени
- медалі